# Acidaliodes umber
Acidaliodes umber är en fjärilsart som beskrevs av Dyar 1914. Acidaliodes umber ingår i släktet Acidaliodes och familjen nattflyn. Inga underarter finns listade i Catalogue of Life.